# Референдум у Ліхтенштейні (1919)
2 березня 1919 року в Ліхтенштейні було проведено подвійний референдум. Виборцям було поставлено 2 запитання: «Чи схвалюють вони збільшення кількості депутатів Ландтагу з 12 до 17 осіб», та «Чи потрібно знизити віковий ценз виборців з 24 років до 21 року». Обидві пропозиції були відхилені 54,8 % виборців.

## Результати референдуму

### Збільшення кількості депутатів Ландтагу
| Варіант відповіді        | Голосів | %    |
| ------------------------ | ------- | ---- |
| За                       | 711     | 45,2 |
| Проти                    | 863     | 54,8 |
| Недійсних бюлетенів      | 9       | —    |
| Усього                   | 1583    | 100  |
| Число виборців/явка      | 1775    | 89,4 |
| Джерело: Nohlen & Stöver |         |      |

### Зниження вікового цензу виборців
| Варіант відповіді        | Голосів | %    |
| ------------------------ | ------- | ---- |
| За                       | 712     | 45,2 |
| Проти                    | 863     | 54,8 |
| Недійсних бюлетенів      | 8       | —    |
| Усього                   | 1583    | 100  |
| Число виборців/явка      | 1775    | 89.4 |
| Джерело: Nohlen & Stöver |         |      |